# Поланко (Іспанія)
Поланко (ісп. Polanco) — муніципалітет в Іспанії, у складі автономної спільноти Кантабрія. Населення — 4764 осіб (2009).
Муніципалітет розташований на відстані близько 330 км на північ від Мадрида, 18 км на південний захід від Сантандера.
На території муніципалітету розташовані такі населені пункти: Барріо-Обреро, Мар, Поланко (адміністративний центр), Посадільйо, Рекехада, Рінконеда, Руморосо, Сонья.

## Демографія
Динаміка населення (INE ):

## Галерея зображень

Розташування муніципалітету